# 숀 데리
숀 피터 데리(Shaun Peter Derry, 1977년 12월 6일 ~ )는 잉글랜드의 축구 감독이다. 현재 잉글랜드 프리미어리그의 울버햄튼 원더러스 FC에서 코치로 활동하고 있다.